# Kap Kossisty
Kap Kossisty (russisch Мыс Косистый Mys Kossisty; englisch Cape Kosistyy) ist ein Kap an der Küste des ostantarktischen Enderbylands. Es liegt am Ostufer der Freeth Bay und trennt südöstlich der Alaschejewbucht die Vozrozhdenija Bay von der Sibiryachka Bay.
Luftaufnahmen entstanden 1956 im Rahmen der Australian National Antarctic Research Expeditions und 1957 bei einer sowjetischen Antarktisexpedition. Sowjetische Wissenschaftler benannten es. Der weitere Benennungshintergrund ist nicht überliefert. Möglicher Namensgeber ist ein gleichnamiges Kap der Oktoberrevolutions-Insel in der arktischen Inselgruppe Sewernaja Semlja.